# 3750 Ilizarov
3750 Ilizarov este un asteroid din centura principală, descoperit pe 14 octombrie 1982 de Liudmila Karacikina.